# Trox iranicus
Trox iranicus är en skalbaggsart som beskrevs av Rudolph Petrovitz 1980. Trox iranicus ingår i släktet Trox och familjen knotbaggar. Inga underarter finns listade i Catalogue of Life.